# Road to Vostok
Road to Vostok — разрабатываемая финская игра в жанре шутера от первого лица и выживания. Действие игры разворачивается в постапокалиптическом сценарии на границе между Финляндией и Россией.
Задача игрока — собирать различное снаряжение, оружие и продовольствие, чтобы с их помощью выжить. Также в игре можно обустраивать собственную базу и обороняться от врагов. Точная дата выхода неизвестна, но в Steam доступна бесплатная демоверсия, в которой игроки могут протестировать игровые механики. Демо было скачано более 700 000 раз.
В 2023 году игра была удостоена награды Finnish Game Awards как «Творческое достижение года».